# Ледовое побоище (монумент)
Монумент «Ледовое побоище» — памятник близ Пскова, посвящённый победе в битве на Чудском озере в 1242 году..
Один из самых высоких памятников на Северо-западе России.

## Описание
Открыт 24 июня 1993 года, открытие приурочили к 1090-летию Пскова. Авторы — скульптор И. И. Козловский и архитектор П. С. Бутенко.
Скульптурная композиция выполнена из бронзы с некоторыми элементами из листовой меди.
Общая высота памятника — 30,7 м, высота основной части из бронзы — 29,56 м. Вес скульптурной группы — 163 т. Радиус видимости композиции — более 4 км.